# Apanteles coleophorae
Apanteles coleophorae är en stekelart som beskrevs av Wilkinson 1938. Apanteles coleophorae ingår i släktet Apanteles och familjen bracksteklar. Inga underarter finns listade i Catalogue of Life.